# Aston Heath

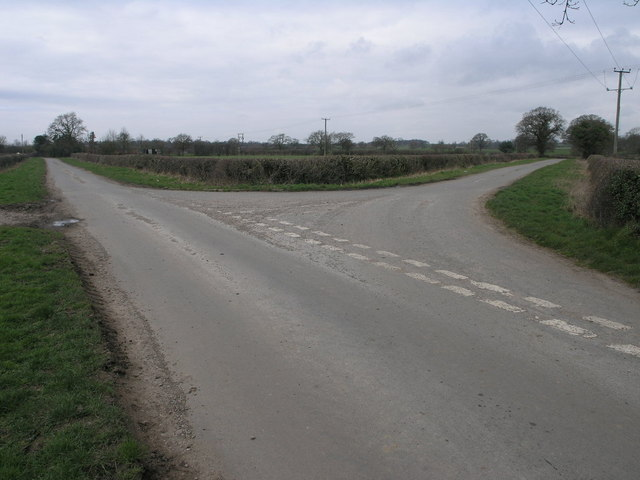
Aston Heath.

Aston Heath är en trakt i Derbyshire i East Midlands i England. Den ligger 1,6 km öster om Sudbury, nära väg A50.